# Giovanni I Sanudo
Giovanni I Sanudo (zm. 1362) – wenecki władca Księstwa Naksos w latach 1341-1362. 

## Życiorys
Był synem Guglielmo I Sanudo i bratem Niccolò I Sanudo. Jego bratem był Marco Sanudo. Za jego panowania doszło do okupacji części wysp Archipelagu Naksos przez Turków. W wojen Wenecji z Genuą o prymat w handlu śródziemnomorskim książę dostał się do niewoli genueńskiej w której pozostawał w latach 1354-1355. Jego następczynią była córka Florencja Sanudo.  